# 1598 Paloque
1598 Paloque è un asteroide della fascia principale del diametro medio di circa 13,39 km. Scoperto nel 1950, presenta un'orbita caratterizzata da un semiasse maggiore pari a 2,3316654 UA e da un'eccentricità di 0,0816208, inclinata di 7,53215° rispetto all'eclittica.
L'asteroide è dedicato all'astronomo francese Emile Paloque (1891-1982), direttore dell'osservatorio di Tolosa.